# Захарово (Великолукский район)
Заха́рово — деревня в Великолукском районе Псковской области России. Входит в состав Пореченской волости.

## География
Расположена в 31 км к югу от райцентра Великие Луки и в 4 км к востоку от волостного центра Поречье.

## Население
| 2001 | 2002 | 2010 |
| ---- | ---- | ---- |
| 58   | ↗60  | ↘46  |

Численность населения деревни по оценке на начало 2001 года составляла 58 жителей.